# Thraulophlebia
Thraulophlebia is een geslacht van haften (Ephemeroptera) uit de familie Leptophlebiidae.

## Soorten
Het geslacht Thraulophlebia omvat de volgende soorten:
- Thraulophlebia lucida